# W stronę słońca
„W stronę słońca“ je singl Eweliny Lisowské, vydaný 13. prosince 2012 vydavatelstvím HQT Music Group v distribuci Universal Music Polska. Sloužil jako promo singl k debutovému studiovému albu Aero-Plan. Autoři písně jsou Gabriella Jelena Jangfeldt, Simon Triebel, Mathias Venge a Sharon Vaughn. Singl se umístil na 1. místě v žebříčku AirPlay nejhranšjších skladeb polských rozhlasových stanic.

## Seznam skladeb
Digital download
1. „W stronę słońca” – 3:08

## Žebříčky

### Umístění v žebříčcích AirPlay
| Stát/území | Žebříček (2012/2013) | Nejvyšší pozice |
| ---------- | -------------------- | --------------- |
| Polsko     | AirPlay – Top        | 1               |
| Polsko     | AirPlay – Nowości    | 4               |
| Polsko     | AirPlay – TV         | 1               |

### Umístění v rozhlasových hudebních hitparádách
| Stát/území | Žebříček (2012/2013)    | Nejvyšší pozice |
| ---------- | ----------------------- | --------------- |
| Polsko     | Radio Eska (Gorąca 20)  | 1               |
| Polsko     | Radio Szczecin (SLiP)   | 1               |
| Polsko     | RMF FM (POPLista)       | 1               |
| Polsko     | RMF Maxxx (Hop Bęc)     | 1               |
| Polsko     | Wietrzne Radio (Top 15) | 2               |